# Step by Step (televisieserie)
Step by step is een Amerikaanse komische serie die van 1991 tot 1998 geduurd heeft. De serie draait rond twee families, de familie Foster en de familie Lambert.
Moeder Carol Foster en vader Frank Lambert hebben elk drie kinderen en leren elkaar kennen. Zij besluiten samen te gaan wonen en zo komen de kinderen samen in een gezin terecht. De kinderen kunnen elkaar niet luchten en dat zorgt voor hilarische momenten. De kinderen van de Foster familie zijn: Dana, Karen en Mark. De kinderen van de Lambert familie zijn J.T., Al en Brendan. Later in de serie krijgen Carol en Frank samen nog een dochtertje dat Lily genaamd wordt. Ook de neef van Frank Lambert speelt een belangrijke rol Cody, woont namelijk in een Van die naast het huis gelegen is. Hij is niet al te snugger en vindt alles cool. Later werd hij vervangen door de Franse kapper Jean-Luc Rieupeyroux.

## Hoofdrolspelers
- Patrick Duffy - Vader Frank Lambert (1991-1998)
- Suzanne Somers - Moeder Carol Foster (1991-1998)
- Staci Keanan - Dochter Dana Foster (1991-1998)
- Angela Watson - Dochter Karen Foster (1991-1998)
- Christopher Castile - Zoon Mark Foster (1991-1998)
- Brandon Call - Zoon J.T. Lambert (1991-1998)
- Christine Lakin - Dochter Al Lambert (1991-1998)
- Josh Byrne - Zoon Brendan Lambert (1991 -1997)
- Sasha Mitchell - Neef Cody Lambert (1991-1998)

## Bijrol
- Emily Mae Young - Dochtertje Lily lambert (1997-1998)
- Bronson Pinchot - Kapper Jean-Luc Rieupeyroux (1997)
- Jason Marsden - Rick Halke, liefje Dana Foster (1993-1998)